# Щ-113
«Щ-113» — советская дизель-электрическая торпедная подводная лодка времён Второй мировой войны, принадлежит к серии V-бис проекта Щ — «Щука».

## История строительства
Лодка была заложена 10 октября 1932 года на заводе № 194 «им. А. Марти» в Ленинграде, в 1933 году была доставлена в разобраном виде на завод № 202 «Дальзавод» во Владивостоке для сборки и достройки, спущена на воду 12 декабря 1934 года, 11 сентября 1934 года вступила в строй под обозначением «41».

### Служба
В 1936 году участвовала в эксперименте по плаванию на перископной глубине на дизельном ходу. В годы Второй мировой войны участия в боевых действиях не принимала. 10 июня 1949 года переименована в «С-113».

## Командиры лодки
- март 1937 — май 1938 Родионов, Анатолий Иванович